# Cuộc đua xe đạp tranh Cúp truyền hình Thành phố Hồ Chí Minh 2019
Cuộc đua xe đạp toàn quốc tranh Cúp truyền hình Thành phố Hồ Chí Minh 2019 là giải đấu lần thứ 31 của Cuộc đua xe đạp toàn quốc tranh Cúp truyền hình Thành phố Hồ Chí Minh do Ban Thể dục - Thể thao, Đài Truyền hình Thành phố Hồ Chí Minh và Tổng cục Thể dục thể thao Việt Nam phối hợp tổ chức, diễn ra từ ngày 13 tháng 4 đến ngày 30 tháng 4 năm 2019. Cuộc đua lần này có 16 chặng – ít hơn rất nhiều chặng đua so với giải đấu năm 2018 – với tổng lộ trình 1925 km, bắt đầu với chặng đua vòng quanh Quảng trường Hồ Chí Minh tại thành phố Vinh (Nghệ An) và kết thúc như thường lệ tại Hội trường Thống Nhất (Thành phố Hồ Chí Minh) vào ngày 30 tháng 4 năm 2019.
Tại cuộc đua lần này, chặng đua cá nhân tính giờ tại Quy Nhơn đã được loại bỏ. Khác với mọi năm, chặng đua đồng đội tính giờ năm nay sẽ diễn ra ở Tuy Hòa thay vì Nha Trang. Ngoài ra, cuộc đua có 4 chặng đua vòng quanh thành phố tại Vinh, Huế, Pleiku, Đà Lạt.
Lần đầu tiên trong lịch sử, tất cả các chặng được truyền hình trực tiếp trên các kênh sóng của HTV.
| Giải thưởng         | Tiền thưởng      |
| Từng chặng          | Từng chặng       |
| ------------------- | ---------------- |
| Về nhất             | 20.000.000 đồng  |
| Đồng đội            | 3.000.000 đồng   |
| Chung cuộc          |                  |
| Áo vàng             | 150.000.000 đồng |
| Áo đỏ               | 40.000.000 đồng  |
| Áo xanh             | 40.000.000 đồng  |
| Áo trắng            | 20.000.000 đồng  |
| Đồng đội chung cuộc | 80.000.000 đồng  |
| Đội phong cách      | 20.000.000 đồng  |

## Công bố
Thông tin về Cuộc đua xe đạp toàn quốc tranh Cúp Truyền hình Thành phố Hồ Chí Minh 2019 được công bố vào ngày 4 tháng 4 năm 2019 trong một cuộc họp báo trước khi khởi tranh giải. Ban tổ chức đã công bố lộ trình cuộc đua với tổng cự ly 1925 km.
Đài Truyền hình Thành phố Hồ Chí Minh cho biết việc tổ chức này nhằm hướng tới kỷ niệm 44 năm Giải phóng Miền Nam thống nhất đất nước, 133 năm Ngày Quốc tế Lao động, 129 năm Ngày sinh của Chủ tịch Hồ Chí Minh.

## Danh sách tham dự

### Đội đua xe đạp
- Anh văn Hội Việt Mỹ Thành phố Hồ Chí Minh (VUS)
- MM Mega Market Thành phố Hồ Chí Minh (HMM)
- Quân khu 7 Trisport International (QK7)
- Quân Đội Trisport International (QĐI)
- Bikelife Đồng Nai (BĐN)
- Ynghua Đồng Nai (YĐN)
- RDCO Vĩnh Long (RVL)
- Gạo Hạt Ngọc Trời An Giang (GAG)
- Tập đoàn Lộc Trời An Giang (TLT)
- Dược Domesco Đồng Tháp (DĐT)
- Calytos Đồng Tháp (CĐT)
- Nhựa Bình Minh Bình Dương (NBD)

### Vận động viên
| Số đeo | Vận động viên           | Đội (viết tắt)                                  |
| ------ | ----------------------- | ----------------------------------------------- |
| 1      | Lê Văn Duẩn             | Anh văn Hội Việt Mỹ Thành phố Hồ Chí Minh (VUS) |
| 2      | Mai Nguyễn Hưng         | Anh văn Hội Việt Mỹ Thành phố Hồ Chí Minh (VUS) |
| 3      | Nguyễn Trường Tài       | Anh văn Hội Việt Mỹ Thành phố Hồ Chí Minh (VUS) |
| 4      | Trần Thanh Điền         | Anh văn Hội Việt Mỹ Thành phố Hồ Chí Minh (VUS) |
| 5      | Nguyễn Minh Việt        | Anh văn Hội Việt Mỹ Thành phố Hồ Chí Minh (VUS) |
| 6      | Nguyễn Minh Luận        | Anh văn Hội Việt Mỹ Thành phố Hồ Chí Minh (VUS) |
| 7      | Javier Sarda Perez      | Anh văn Hội Việt Mỹ Thành phố Hồ Chí Minh (VUS) |
| 11     | Lê Nguyệt Minh          | MM Mega Market Thành phố Hồ Chí Minh (HMM)      |
| 12     | Trần Thanh Nhanh        | MM Mega Market Thành phố Hồ Chí Minh (HMM)      |
| 13     | Nguyễn Thắng            | MM Mega Market Thành phố Hồ Chí Minh (HMM)      |
| 14     | Nguyễn Hữu Đức          | MM Mega Market Thành phố Hồ Chí Minh (HMM)      |
| 15     | Nguyễn Dương Hồ Vũ      | MM Mega Market Thành phố Hồ Chí Minh (HMM)      |
| 16     | Nguyễn Tuấn Vũ          | MM Mega Market Thành phố Hồ Chí Minh (HMM)      |
| 17     | Alex Destribois Coudroy | MM Mega Market Thành phố Hồ Chí Minh (HMM)      |
| 21     | Huỳnh Thanh Tùng        | Quân khu 7 Trisport International (QK7)         |
| 22     | Trần Đức Tiến           | Quân khu 7 Trisport International (QK7)         |
| 23     | Cao Trung Hiếu          | Quân khu 7 Trisport International (QK7)         |
| 24     | Hà Văn Sơn              | Quân khu 7 Trisport International (QK7)         |
| 25     | Quách Tiến Dũng         | Quân khu 7 Trisport International (QK7)         |
| 26     | Ngô Hoàng Nhu           | Quân khu 7 Trisport International (QK7)         |
| 27     | Trần Nguyễn Duy Nhân    | Quân khu 7 Trisport International (QK7)         |
| 31     | Lê Hữu Phước            | Quân đội Trisport International (QĐI)           |
| 32     | Diệp Thái Hoàng         | Quân đội Trisport International (QĐI)           |
| 33     | Vương Từ Văn            | Quân đội Trisport International (QĐI)           |
| 34     | Nguyễn Hữu Thành        | Quân đội Trisport International (QĐI)           |
| 35     | Nguyễn Văn Ngọc Lâm     | Quân đội Trisport International (QĐI)           |
| 36     | Nguyễn Huỳnh Phú Lộc    | Quân đội Trisport International (QĐI)           |
| 41     | Loïc Desriac            | Bikelife Đồng Nai (BĐN)                         |
| 42     | Phan Tuấn Vũ            | Bikelife Đồng Nai (BĐN)                         |
| 43     | Hồ Văn Phúc             | Bikelife Đồng Nai (BĐN)                         |
| 44     | Trần Lê Minh Tuấn       | Bikelife Đồng Nai (BĐN)                         |
| 45     | Nguyễn Văn Đức          | Bikelife Đồng Nai (BĐN)                         |
| 46     | Nguyễn Phạm Quốc Khang  | Bikelife Đồng Nai (BĐN)                         |
| 47     | Nguyễn Hoàng Sang       | Bikelife Đồng Nai (BĐN)                         |
| 51     | Vladimir Lopez          | Ynghua Đồng Nai (YĐN)                           |
| 52     | Đinh Văn Linh           | Ynghua Đồng Nai (YĐN)                           |
| 53     | Quách Tịnh Toàn         | Ynghua Đồng Nai (YĐN)                           |
| 54     | Nguyễn Hướng            | Ynghua Đồng Nai (YĐN)                           |
| 55     | Huỳnh Nhựt Hòa          | Ynghua Đồng Nai (YĐN)                           |
| 56     | Phan Công Hiếu          | Ynghua Đồng Nai (YĐN)                           |
| 57     | Lê Quang Vinh           | Ynghua Đồng Nai (YĐN)                           |
| 61     | Nguyễn Minh Thiện       | RDCO Vĩnh Long (RVL)                            |
| 62     | Hồ Hoàng Sơn            | RDCO Vĩnh Long (RVL)                            |
| 63     | Võ Thanh An             | RDCO Vĩnh Long (RVL)                            |
| 64     | Thái Ngọc Hải           | RDCO Vĩnh Long (RVL)                            |
| 65     | Phan Thanh Tấn Tài      | RDCO Vĩnh Long (RVL)                            |
| 66     | Đỗ Khánh Duy            | RDCO Vĩnh Long (RVL)                            |
| 67     | Đặng Văn Bảo Anh        | RDCO Vĩnh Long (RVL)                            |
| 71     | Ngô Văn Phương          | Gạo Hạt Ngọc Trời An Giang (GAG)                |
| 72     | Nguyễn Văn Dương        | Gạo Hạt Ngọc Trời An Giang (GAG)                |
| 73     | Phạm Minh Triết         | Gạo Hạt Ngọc Trời An Giang (GAG)                |
| 74     | Nguyễn Đắc Thời         | Gạo Hạt Ngọc Trời An Giang (GAG)                |
| 75     | Lê Quốc Vũ              | Gạo Hạt Ngọc Trời An Giang (GAG)                |
| 76     | Hà Thanh Tâm            | Gạo Hạt Ngọc Trời An Giang (GAG)                |
| 77     | Gong Hyo-suk            | Gạo Hạt Ngọc Trời An Giang (GAG)                |
| 81     | Nguyễn Thành Tâm        | Tập đoàn Lộc Trời An Giang (TLT)                |
| 82     | Trịnh Đức Tâm           | Tập đoàn Lộc Trời An Giang (TLT)                |
| 83     | Lê Ngọc Sơn             | Tập đoàn Lộc Trời An Giang (TLT)                |
| 84     | Quàng Văn Cường         | Tập đoàn Lộc Trời An Giang (TLT)                |
| 85     | Nguyễn Hoàng Giang      | Tập đoàn Lộc Trời An Giang (TLT)                |
| 86     | Nguyễn Huỳnh Đăng Khoa  | Tập đoàn Lộc Trời An Giang (TLT)                |
| 87     | Mirsamad Pourseyedi     | Tập đoàn Lộc Trời An Giang (TLT)                |
| 91     | Nguyễn Tấn Hoài         | Dược Domesco Đồng Tháp (DĐT)                    |
| 92     | Phan Hoàng Thái         | Dược Domesco Đồng Tháp (DĐT)                    |
| 93     | Trần Nguyễn Minh Trí    | Dược Domesco Đồng Tháp (DĐT)                    |
| 94     | Nguyễn Nhật Nam         | Dược Domesco Đồng Tháp (DĐT)                    |
| 95     | Phạm Quốc Cường         | Dược Domesco Đồng Tháp (DĐT)                    |
| 96     | Nguyễn Quốc Bảo         | Dược Domesco Đồng Tháp (DĐT)                    |
| 97     | Lê Hải Đăng             | Dược Domesco Đồng Tháp (DĐT)                    |
| 101    | Trần Tuấn Kiệt          | Calytos Đồng Tháp (CĐT)                         |
| 102    | Trương Trường An        | Calytos Đồng Tháp (CĐT)                         |
| 103    | Đoàn Thanh Phúc         | Calytos Đồng Tháp (CĐT)                         |
| 104    | Lê Văn Quí              | Calytos Đồng Tháp (CĐT)                         |
| 105    | Phạm Võ Duy Quang       | Calytos Đồng Tháp (CĐT)                         |
| 106    | Đỗ Văn Tường            | Calytos Đồng Tháp (CĐT)                         |
| 107    | Nguyễn Minh Kha         | Calytos Đồng Tháp (CĐT)                         |
| 121    | Hà Kiều Tấn Đại         | Nhựa Bình Minh Bình Dương (NBD)                 |
| 122    | Trần Anh Tuấn           | Nhựa Bình Minh Bình Dương (NBD)                 |
| 123    | Nguyễn Thanh Hiền       | Nhựa Bình Minh Bình Dương (NBD)                 |
| 124    | Nguyễn Tuấn Đạt         | Nhựa Bình Minh Bình Dương (NBD)                 |
| 125    | Lê Ngô Gia Thịnh        | Nhựa Bình Minh Bình Dương (NBD)                 |
| 126    | Nguyễn Duy Khang        | Nhựa Bình Minh Bình Dương (NBD)                 |
| 127    | Trương Văn Hoàng        | Nhựa Bình Minh Bình Dương (NBD)                 |

## Lộ trình và kết quả từng chặng
| Chặng | Ngày       | Đoạn đường                                                    | Cự ly              | Kết quả                          | Kết quả                          | Kết quả                      |
| Chặng | Ngày       | Đoạn đường                                                    | Cự ly              | Nhất                             | Nhì                              | Ba                           |
| ----- | ---------- | ------------------------------------------------------------- | ------------------ | -------------------------------- | -------------------------------- | ---------------------------- |
| 1     | 13 tháng 4 | Vòng quanh Quảng trường Hồ Chí Minh (Vinh) (20 vòng x 2,6 km) | 52 km              | Huỳnh Thanh Tùng (QK7)           | Lê Văn Duẩn (VUS)                | Lê Nguyệt Minh (HMM)         |
| 2     | 14 tháng 4 | Vinh đi Đồng Hới (đèo Ngang)                                  | 199 km             | Lê Nguyệt Minh (HMM)             | Nguyễn Thành Tâm (TLT)           | Nguyễn Tấn Hoài (DĐT)        |
| 3     | 15 tháng 4 | Đồng Hới đi Huế                                               | 162 km             | Lê Nguyệt Minh (HMM)             | Lê Văn Duẩn (VUS)                | Nguyễn Trường Tài (VUS)      |
| 4     | 16 tháng 4 | Vòng quanh Tràng Tiền – Phú Xuân (Huế)                        | 42 km              | Lê Nguyệt Minh (HMM)             | Lê Văn Duẩn (VUS)                | Nguyễn Trường Tài (VUS)      |
| 5     | 17 tháng 4 | Huế đi Đà Nẵng (đèo Phước Tượng, Phú Gia, Hải Vân)            | 109 km             | Nguyễn Tấn Hoài (DĐT)            | Huỳnh Thanh Tùng (QK7)           | Quàng Văn Cường (TLT)        |
| 6     | 18 tháng 4 | Đà Nẵng đi Quảng Ngãi                                         | 133 km             | Võ Thanh An (RVL)                | Lê Nguyệt Minh (HMM)             | Lê Văn Duẩn (VUS)            |
| 7     | 19 tháng 4 | Quảng Ngãi đi Quy Nhơn                                        | 179 km             | Lê Văn Duẩn (VUS)                | Lê Nguyệt Minh (HMM)             | Nguyễn Thành Tâm (TLT)       |
| —     | 20 tháng 4 | Nghỉ tại Quy Nhơn                                             | Nghỉ tại Quy Nhơn  | Nghỉ tại Quy Nhơn                | Nghỉ tại Quy Nhơn                | Nghỉ tại Quy Nhơn            |
| 8     | 21 tháng 4 | Quy Nhơn đi Pleiku (đèo An Khê, Mang Yang)                    | 167 km             | Nguyễn Thành Tâm (TLT)           | Lê Nguyệt Minh (HMM)             | Loïc Desriac (BLĐ)           |
| 9     | 22 tháng 4 | Vòng đua quảng trường Đại Đoàn Kết (Pleiku)                   | 36 km              | Lê Nguyệt Minh (HMM)             | Nguyễn Trường Tài (VUS)          | Nguyễn Thành Tâm (TLT)       |
| 10    | 23 tháng 4 | Pleiku đi Tuy Hòa                                             | 220 km             | Nguyễn Thành Tâm (TLT)           | Lê Văn Duẩn (VUS)                | Lê Nguyệt Minh (HMM)         |
| 11    | 24 tháng 4 | Đua đồng đội tính giờ tại Tuy Hòa                             | 36 km              | TP.HCM Anh văn Hội Việt Mỹ (VUS) | Tập đoàn Lộc Trời An Giang (TLT) | Dược Domesco Đồng Tháp (DĐT) |
| 12    | 25 tháng 4 | Tuy Hòa đi Nha Trang (đèo Cả)                                 | 120 km             | Nguyễn Thành Tâm (TLT)           | Lê Văn Duẩn (VUS)                | Lê Nguyệt Minh (HMM)         |
| —     | 26 tháng 4 | Nghỉ tại Nha Trang                                            | Nghỉ tại Nha Trang | Nghỉ tại Nha Trang               | Nghỉ tại Nha Trang               | Nghỉ tại Nha Trang           |
| 13    | 27 tháng 4 | Nha Trang đi Đà Lạt (đèo Khánh Lê, Giang Ly)                  | 141 km             | Gong Hyo-suk (GAG)               | Mirsamad Pourseyedi (TLT)        | Javier Sarda Perez (VUS)     |
| 14    | 28 tháng 4 | Vòng quanh Hồ Xuân Hương (Đà Lạt)                             | 51 km              | Ngô Văn Phương (GAG)             | Hà Thanh Tâm (GAG)               | Hồ Hoàng Sơn (RVL)           |
| 15    | 29 tháng 4 | Đà Lạt đi Bảo Lộc (đèo Phú Hiệp)                              | 110 km             | Lê Nguyệt Minh (HMM)             | Nguyễn Thành Tâm (TLT)           | Lê Văn Duẩn (VUS)            |
| 16    | 30 tháng 4 | Bảo Lộc đi Thành phố Hồ Chí Minh                              | 168 km             | Nguyễn Thành Tâm (TLT)           | Lê Văn Duẩn (VUS)                | Trần Nguyễn Duy Nhân (QK7)   |

### Kết quả màu áo qua các chặng
| Chặng   | Áo vàng (chung cuộc)     | Áo xanh (VĐV xuất sắc) | Áo trắng chấm đỏ (vua leo núi) | Áo trắng (VĐV trẻ xuất sắc) |
| ------- | ------------------------ | ---------------------- | ------------------------------ | --------------------------- |
| 1       | Huỳnh Thanh Tùng (QK7)   | Lê Văn Duẩn (VUS)      | —                              | Trần Tuấn Kiệt (CĐT)        |
| 2       | Huỳnh Thanh Tùng (QK7)   | Lê Nguyệt Minh (HMM)   | Nguyễn Phạm Quốc Khang (BLĐ)   | Hà Kiều Tấn Đại (NBD)       |
| 3       | Huỳnh Thanh Tùng (QK7)   | Lê Nguyệt Minh (HMM)   | Nguyễn Phạm Quốc Khang (BLĐ)   | Hà Kiều Tấn Đại (NBD)       |
| 4       | Huỳnh Thanh Tùng (QK7)   | Lê Nguyệt Minh (HMM)   | Nguyễn Phạm Quốc Khang (BLĐ)   | Hà Kiều Tấn Đại (NBD)       |
| 5       | Huỳnh Thanh Tùng (QK7)   | Lê Nguyệt Minh (HMM)   | Phan Hoàng Thái (DĐT)          | Nguyễn Quốc Bảo (DĐT)       |
| 6       | Huỳnh Thanh Tùng (QK7)   | Lê Nguyệt Minh (HMM)   | Phan Hoàng Thái (DĐT)          | Nguyễn Quốc Bảo (DĐT)       |
| 7       | Huỳnh Thanh Tùng (QK7)   | Lê Nguyệt Minh (HMM)   | Phan Hoàng Thái (DĐT)          | Nguyễn Quốc Bảo (DĐT)       |
| 8       | Huỳnh Thanh Tùng (QK7)   | Lê Nguyệt Minh (HMM)   | Mirsamad Pourseyedi (TLT)      | Nguyễn Quốc Bảo (DĐT)       |
| 9       | Huỳnh Thanh Tùng (QK7)   | Lê Nguyệt Minh (HMM)   | Mirsamad Pourseyedi (TLT)      | Nguyễn Quốc Bảo (DĐT)       |
| 10      | Huỳnh Thanh Tùng (QK7)   | Lê Nguyệt Minh (HMM)   | Mirsamad Pourseyedi (TLT)      | Nguyễn Quốc Bảo (DĐT)       |
| 11      | Nguyễn Trường Tài (VUS)  | Lê Nguyệt Minh (HMM)   | Mirsamad Pourseyedi (TLT)      | Nguyễn Quốc Bảo (DĐT)       |
| 12      | Nguyễn Trường Tài (VUS)  | Lê Nguyệt Minh (HMM)   | Mirsamad Pourseyedi (TLT)      | Nguyễn Quốc Bảo (DĐT)       |
| 13      | Javier Sarda Perez (VUS) | Lê Nguyệt Minh (HMM)   | Mirsamad Pourseyedi (TLT)      | Nguyễn Quốc Bảo (DĐT)       |
| 14      | Javier Sarda Perez (VUS) | Lê Nguyệt Minh (HMM)   | Mirsamad Pourseyedi (TLT)      | Nguyễn Quốc Bảo (DĐT)       |
| 15      | Javier Sarda Perez (VUS) | Lê Nguyệt Minh (HMM)   | Mirsamad Pourseyedi (TLT)      | Nguyễn Quốc Bảo (DĐT)       |
| 16      | Javier Sarda Perez (VUS) | Lê Nguyệt Minh (HMM)   | Mirsamad Pourseyedi (TLT)      | Nguyễn Quốc Bảo (DĐT)       |
| Kết quả | Javier Sarda Perez (VUS) | Lê Nguyệt Minh (HMM)   | Mirsamad Pourseyedi (TLT)      | Nguyễn Quốc Bảo (DĐT)       |

## Xếp hạng chung cuộc
|                 | Nhất                       | Nhì                    | Ba                         | Tham khảo |
| --------------- | -------------------------- | ---------------------- | -------------------------- | --------- |
| Áo vàng         | Javier Sarda Perez (VUS)   | Gong Hyo-suk (GAG)     | Mirsamad Pourseyedi (TLT)  | [ 10 ]    |
| Áo chấm đỏ      | Mirsamad Pourseyedi (TLT)  | Gong Hyo-suk (GAG)     | Javier Sarda Perez (VUS)   | [ 10 ]    |
| Áo xanh         | Lê Nguyệt Minh (HMM)       | Lê Văn Duẩn (VUS)      | Nguyễn Thành Tâm (TLT)     | [ 10 ]    |
| Áo trắng        | Nguyễn Quốc Bảo (DĐT)      | Nguyễn Tuấn Vũ (HMM)   | Lê Hải Đăng (DĐT)          | [ 10 ]    |
| Giải đồng đội   | Anh văn Hội Việt Mỹ TP.HCM | Bikelife Đồng Nai      | Tập đoàn Lộc Trời An Giang | [ 10 ]    |
| Giải phong cách | Dược Domesco Đồng Tháp     | Dược Domesco Đồng Tháp | Dược Domesco Đồng Tháp     | [ 10 ]    |

## Nhà tài trợ
- Vinfast
- TCP